# Igor Markevitch
Igor Markevitch, född 27 juli 1912 i Kiev, Kejsardömet Ryssland, död 7 mars 1983 i Antibes, Frankrike, var en ryskfödd musiker och kompositör.

## Biografi
Markevitch föddes i Lillryssland, som då var en del av Kejsardömet Ryssland, och tillhörde en gammal kosackfamilj, adlad på 1700-talet. Han var son till pianisten Boris Markevitch och Zoia Pokitonova och flyttade med sin familj till Paris 1914 och Schweiz 1916. Pianisten Alfred Cortot upptäckte hans talang och rådde honom 1926 att åka till Paris för utbildning i både komposition och pianospel vid École Normale, där han studerade under både Cortot och Nadia Boulanger.
Markevitch debuterade som pianist 1929, men övergick till dirigering och var från 1946 en internationellt berömd orkesterledare med fasta engagemang bl. a. i Stockholm. Under 1930-talet fortsatte han som kompositör att producera minst ett större arbete per år. Han ansågs då som en av den tidens ledande tonsättare och kallades ibland ”den andra Igor”, efter Igor Stravinskij.
Markevitch fortsatte komponera när kriget närmade sig, men i oktober 1941, inte långt efter att ha avslutat sitt sista stora arbete, Variationer, Fuga och Envoi på ett tema av Händel för piano, blev han allvarligt sjuk. Efter att ha återhämta sig, bestämde han sig för att ge upp komposition och enbart koncentrera sig på att dirigera. Hans sista kompositionsprojekt var revideringen av baletten L'Envol d'Icar (Ikaros flykt) från 1932-33 för två pianon och slagverk samt arrangemang av andra kompositörers musik, av vilka en version av J. S. Bachs Musikalisches Opfer är särskilt notervärd.
Som dirigent var han respekterad för sina tolkningar av franska, ryska och österrikisk-tyska repertoarer, och för 1900-talets musik i allmänhet. Han bosatte sig i Italien, och under andra världskriget var han aktiv i partipolitiska rörelsen. Han gifte sig och bosatte sig i Schweiz 1947, men fortsatte en framgångsrik karriär över hela världen. Han blev permanent dirigent för Orchestre Lamoureux i Paris på 1950-talet ledde spanska RTVE Orchestra 1965 och var också permanent dirigent för Monte Carlo-orkestern.
År 1970, efter att ha ignorerat sina egna kompositioner i nästan 30 år, började Markevitch att framträda med sin egen musik. Hans sista konsert var i Kiev, hans födelseort, och han dog plötsligt av en hjärtattack i Antibes, efter en konsertturné i Japan.